# Mart Saar
Mart Saar (Karjasoo bij Suure-Jaani, 28 september 1882 – Tallinn, 28 oktober 1963) was een Estse componist en organist.

## Levensloop

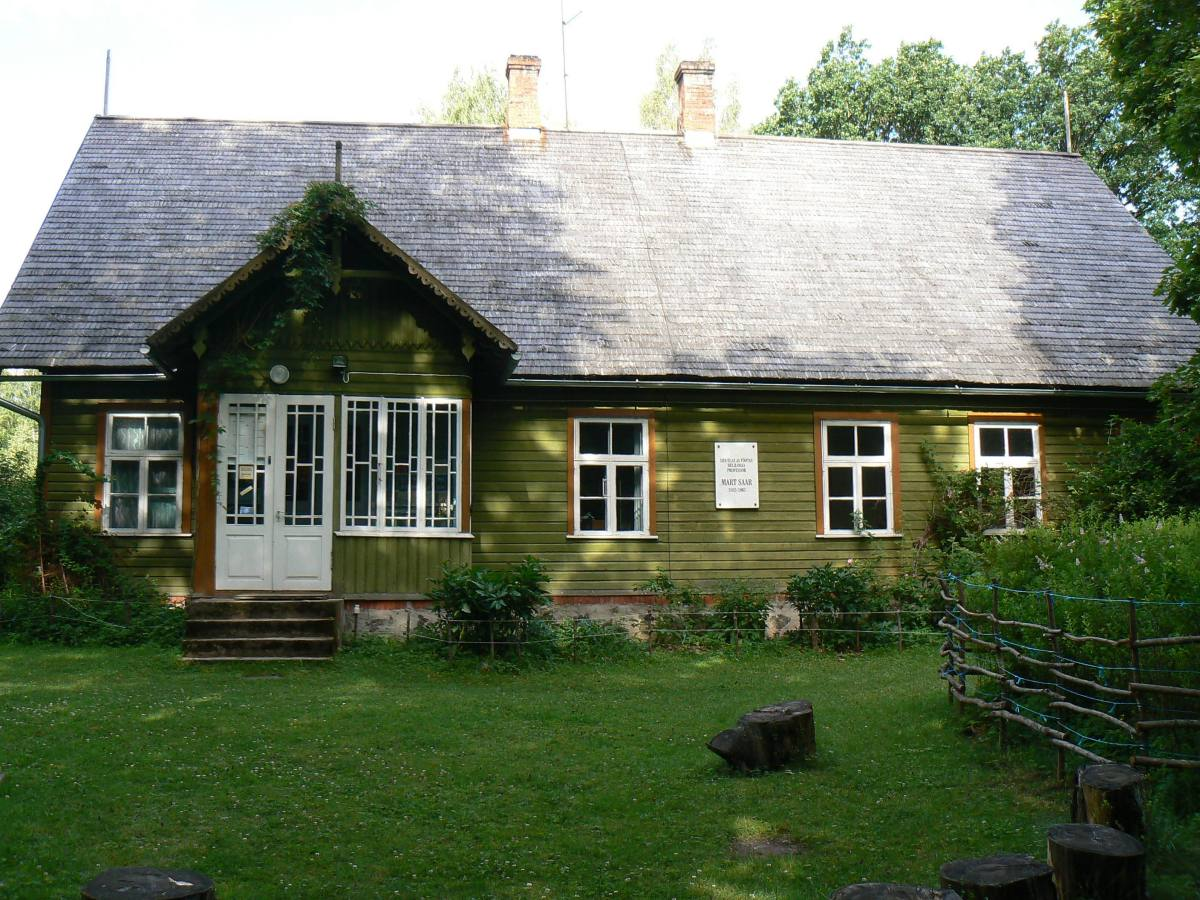
Het ouderlijk huis van Saar in Hüpassaare, thans museum

Mart Saar werd in 1882 geboren op de houtvesterij Hüpassaare, tegenwoordig in het dorp Karjasoo, als zoon van een boswachter. Hij kreeg al jong orgellessen van zijn vader, een enthousiast amateur-organist. Op de basisschool in Suure-Jaani kreeg hij muzieklessen van Joosep Kapp, de vader van de latere componist Artur Kapp.
Na zijn gymnasiumopleiding ging Saar in 1901 orgel studeren bij Louis Homilius aan het Conservatorium van Sint-Petersburg. In 1908 studeerde hij af, maar tot 1911 volgde hij nog compositielessen bij Nikolaj Rimski-Korsakov en Anatoli Ljadov.
In 1911 vestigde Mart Saar zich in Tartu als muziekleraar. In 1921 verhuisde hij naar Tallinn, waar hij fulltime componist en organist werd. Hij was bovendien uitgever van het muziektijdschrift Muusikaleht.
Tussen 1932 en 1943 leefde en werkte hij regelmatig in zijn ouderlijk huis op het landgoed Hüpassaare. Hier ontstond een groot deel van zijn composities. Tussen 1943 en 1956 doceerde hij als hoogleraar compositie aan het conservatorium in Tallinn. Bekende leerlingen van hem zijn Ester Mägi, Harri Otsa en Jaan Rääts.
Saar overleed in 1963. Hij ligt begraven in Suure-Jaani. In 1982 werd in Tallinn een buste van de componist onthuld, vervaardigd door de beeldhouwster Aime Kuulbusch.
Zijn oude huis in Hüpessaare is sinds 1965 een museumwoning.

## Oeuvre
Mart Saar was een van de bekendste Estse componisten van zijn tijd. Hij stond eerst onder invloed van de muziek van de negentiende eeuw. Later componeerde hij meer in de stijl van de muziek van de twintigste eeuw, maar zijn werk is ook sterk beïnvloed door de traditionele Estse volksmuziek. Hij legde een grote verzameling Estse volksliedjes aan.
Saar schreef veel vocale werken, zowel voor koor als voor  solostem. Vele van zijn liederen worden nog steeds uitgevoerd, zeker in Estland. Van sommige liederen schreef hij zelf de tekst.
Saar heeft zijn hele leven stukken voor piano geschreven. Een groot deel daarvan is echter verloren gegaan bij een brand in zijn huis in 1921. Zijn pianowerken zijn sterk beïnvloed door Alexander Skrjabin.

## Selectie uit zijn werken
- Voor gemengd koor:
  - Põhjavaim (‘Noordelijke geest’)
  - Seitse sammeldunud sängi (‘Zeven mosbegroeide graven’)
  - Oh kodumaa (‘O, vaderland’)
  - Mis sa nutad, tammekene? (‘Waarom huil je, eikenboom?’)
  - Kõver kuuseke (‘Krom sparrenboompje’)
  - Mälestus (‘Een herinnering’)
  - Allik (‘Bron’)
- Voor mannenkoor:
  - Küll ma laulaks (‘Ik zou zingen’)
- Voor vrouwenkoor:
  - Päikesele (‘Aan de zon’)
- Voor solostem:
  - Must lind (‘Zwarte vogel’)
  - Lauliku talveüksindus (‘De winterse eenzaamheid van de zanger’)
- Voor piano:
  - 20 volksliederen
  - Eesti süidid ('Estse suites')
  - Prelude en fuga in G
  - Humoresque
  - 28 preludes